# Magdaleno Aguilar (södra El Mante)
Magdaleno Aguilar är en ort i Mexiko.   Den ligger i kommunen El Mante och delstaten Tamaulipas, i den centrala delen av landet, 300 km norr om huvudstaden Mexico City. Magdaleno Aguilar ligger 65 meter över havet och antalet invånare är 515.
Terrängen runt Magdaleno Aguilar är platt. Runt Magdaleno Aguilar är det ganska glesbefolkat, med 32 invånare per kvadratkilometer. Närmaste större samhälle är Santa Martha, 9,7 km söder om Magdaleno Aguilar. Trakten runt Magdaleno Aguilar består till största delen av jordbruksmark.